# Rachel Sheherazade
Rachel Sheherazade Barbosa (João Pessoa, 5 de setembro de 1973) é uma jornalista, apresentadora, colunista e escritora brasileira. Entre 2011 e 2020 foi âncora do telejornal SBT Brasil. Entre 2014 e 2015, foi âncora do tradicional Jornal da Manhã da rádio Jovem Pan. Destacou-se ao ler um editorial na TV com críticas ao carnaval, em 2011, na TV Tambaú. Já foi considerada uma das vozes do conservadorismo tendo, posteriormente, mudado de discurso e aproximado-se da esquerda.

## Biografia

### Formação e atuação
Formada em Jornalismo pela Universidade Federal da Paraíba (UFPB), foi servidora do Tribunal de Justiça da Paraíba como jornalista desde 1994 e posteriormente trabalhou como repórter correspondente da TV Justiça no estado.
Começou na mídia trabalhando na TV Correio, afiliada paraibana da Record. Alguns meses depois, foi convidada para a TV Cabo Branco, afiliada da TV Globo no estado. Já em 2003, tornou-se apresentadora do Tambaú Notícias, telejornal da TV Tambaú, afiliada do SBT.
Rachel ganhou notoriedade por seus comentários críticos a diversos temas, que passaram a circular amplamente em vídeos legendados e dublados em diferentes idiomas.  Em fevereiro de 2011, quando ainda atuava na TV Tambaú, em João Pessoa, realizou uma crítica ao carnaval da Paraíba. O registro foi disponibilizado no YouTube, alcançando visibilidade em âmbito nacional. A partir desse episódio, foi convidada por Silvio Santos a integrar a programação do SBT em São Paulo.

### Vida pessoal
Seu pai é um advogado e procurador que encontra-se aposentado, sua mãe é assistente social. Tem dois irmãos que trabalham na área jurídica. Rachel Sheherazade revelou gostar de escrever histórias infantis e uma das inspirações para seu sobrenome vem da história As Mil e uma Noites. Foi casada por 11 anos com o corretor de imóveis Rodrigo Porto. Possuem dois filhos, Clara (2006) e Gabriel (2008). Em março de 2019, com a negociação da entrada de Rachel Sheherazade na CNN Brasil, a revista IstoÉ calculou que a partir do salário de 100 mil reais, a jornalista teria que pagar uma multa de 2 milhões de reais, caso quebrasse o contrato com o SBT. Em outubro de 2019, Rachel Sheherazade teve o carro e o celular roubados durante um show da banda Iron Maiden. Em novembro de 2019, a jornalista se afastou do SBT Brasil para realizar uma cirurgia nos pés. Sheherazade é evangélica.

### Apresentadora do SBT Brasil
Entre 30 de maio de 2011 e 24 de setembro de 2020, dividiu a bancada do SBT Brasil, principal telejornal da emissora, de segunda a sábado, com grandes nomes do jornalismo, como Joseval Peixoto, Carlos Nascimento e Marcelo Torres.

### Outros projetos
Em janeiro de 2020, estreou no Facebook Watch o SBT Mulher, onde entrevistou a ministra Damares Alves. Em 2020, foi convidada para a bancada do Roda Viva, na TV Cultura, que foi ao ar no dia 18 de maio, onde entrevistou Felipe Neto. Em junho de 2020, o UOL divulga que Rachel Sheherazade estava em negociação com a Rede Bandeirantes e a CNN Brasil. Em 28 de setembro de 2020, Rachel Sheherazade é "dispensada" por e-mail do SBT, antes do fim do contrato (que acabaria em 31 de outubro de 2020). No dia seguinte, é contratada pelo portal Metrópoles. Ainda em 2020, torna-se colunista da revista IstoÉ.
Em 2023, foi anunciada como participante da décima quinta edição de A Fazenda. No ano seguinte, foi anunciada como a nova apresentadora do A Grande Conquista, substituindo Mariana Rios, que deixou o comando do programa para assumir um novo projeto, alegando conflito de agenda.  Esse é o seu primeiro trabalho na área de entretenimento após uma longa passagem no jornalismo formal. Para comandar o reality, Rachel precisou fazer aulas de teatro. Por conta do bom desempenho no comando do programa, a apresentadora ganhou uma atração semanal na Record, misturando entretenimiento e notícias ao vivo, sendo exibido aos domingos de manhã, estreando inicialmente em 7 de julho. Posteriormente, foi revelado que o programa seria uma nova versão do Tudo a Ver, mas recebendo o nome de Domingo Record estreando em 25 de agosto.
No entanto, por conta da baixa audiência, apesar do programa ter um bom faturamento, a Record anunciou em dezembro o cancelamento do Domingo Record e com isso, Rachel acabou não tendo o contrato renovado com a emissora por falta de projetos futuros. Em 2025, a emissora fecha um novo contrato com Sheherazade, confirmando ela como a nova apresentadora da segunda temporada de Acumuladores.

## Críticas e controvérsias
Em 2014, a opinião da jornalista repercutiu negativamente ao comentar sobre um linchamento de um jovem. No mesmo ano a jornalista errou ao se basear em uma notícia de um site humorístico para comentar sobre Jair Bolsonaro. Após repercussão dos comentários da jornalista, Silvio Santos tirou o espaço de opiniões do Jornal do SBT, ao que Jeff Benício, escrevendo para o portal Terra, chamou de censura. Em julho de 2019, Rachel Sheherazade publicou um vídeo em seu canal no YouTube explicando o porquê de ter mudado de opinião (quando comparada com a de anos atrás).
Rachel também moveu um processo contra o SBT após a sua demissão em 2020 acusando a emissora de censura, assédio moral e fraude e outro contra Silvio Santos após um comentário do apresentador e proprietário da emissora no Troféu Imprensa de 2017. Em dezembro de 2023, o ministro do STF, Alexandre de Moraes, julgou o caso como improcedente.
Durante a sua participação na décima quinta temporada de A Fazenda, Sheherazade relembrou que já recebeu uma advertência de Silvio Santos por comentar sobre o conflito árabe-israelense, que o gabinete do presidente Jair Bolsonaro interferia na programação do SBT, que ia e voltava do trabalho escoltada pela Polícia Militar e pela Polícia Rodoviária Federal, e que foi demitida a pedido de Luciano Hang, o maior patrocinador da emissora. Mesmo sendo uma das favoritas ao prêmio, Rachel foi expulsa do reality no dia 19 de outubro de 2023 após tocar com a mão no rosto de Jenny Miranda durante uma discussão, ação que foi descrita como ato de defesa. Todavia, a reação foi considerada agressão pela direção do reality, sendo, portanto, uma violação das regras previamente estabelecidas para participação no programa.

## Filmografia

### Televisão
| Ano       | Título                  | Função                         | Notas                       | Emissora   |
| --------- | ----------------------- | ------------------------------ | --------------------------- | ---------- |
| 2003–2011 | Tambaú Notícias         | Apresentadora                  |                             | TV Tambaú  |
| 2011–2020 | SBT Brasil              | Apresentadora                  |                             | SBT        |
| 2016      | Cúmplices de um Resgate | Ela mesma                      | Episódio: "16 de fevereiro" | SBT        |
| 2019      | Bake Off SBT            | Participante (12º lugar)       | Temporada 3                 | SBT        |
| 2020      | SBT Mulher              | Apresentadora                  |                             | SBT        |
| 2020–2021 | Roda Viva               | Entrevistadora                 |                             | TV Cultura |
| 2023      | A Fazenda               | Participante (Desclassificada) | Temporada 15                | Record     |
| 2024      | A Grande Conquista      | Apresentadora                  | Temporada 2                 | Record     |
| 2024      | Domingo Record          | Apresentadora                  |                             | Record     |
| 2025      | Acumuladores            | Apresentadora                  | Temporada 2                 | Record     |
| 2025      | MasterChef Celebridades | Ela Mesma                      | Participante                | Band       |

### Assessoria de imprensa
| Ano       | Função     | Local | Ref.   |
| --------- | ---------- | ----- | ------ |
| 1994–2014 | Jornalista | TJ-PB | [ 53 ] |

### Rádio
| Ano       | Título          | Função        | Emissora        |
| --------- | --------------- | ------------- | --------------- |
| 2014–2015 | Jornal da Manhã | Apresentadora | Rádio Jovem Pan |

## Colunista
- 2020–presente: IstoÉ[26]

## Entrevistas
| Ano  | Veículo de comunicação       | Ref.   |
| ---- | ---------------------------- | ------ |
| 2020 | Uol                          | [ 54 ] |
| 2020 | Portal F5 (Folha de S.Paulo) | [ 5 ]  |
| 2020 | IstoÉ                        | [ 55 ] |

## Prêmios e indicações
- 2015: Troféu Imprensa (Venceu)[56]
- 2019: Certificado do Comunique-se

| Ano  | Premiação       | Categoria                      | Indicação    | Resultado |
| ---- | --------------- | ------------------------------ | ------------ | --------- |
| 2023 | Acervo Awards   | Destaque em Reality            | A Fazenda 15 | Indicada  |
| 2023 | Splash Awards   | Melhor Participante de Reality | A Fazenda 15 | Venceu    |
| 2023 | Prêmio Área VIP | Melhor Participante de Reality | A Fazenda 15 | Venceu    |